# ماريان بيل (اقتصادية)
ماريان بيل (بالإنجليزية: Marian Bell)‏ هي اقتصادية بريطانية، ولدت في 28 أكتوبر 1957.